# Hōnen Matsuri
 (mars 2018).
Si vous disposez d'ouvrages ou d'articles de référence ou si vous connaissez des sites web de qualité traitant du thème abordé ici, merci de compléter l'article en donnant les références utiles à sa vérifiabilité et en les liant à la section « Notes et références ».

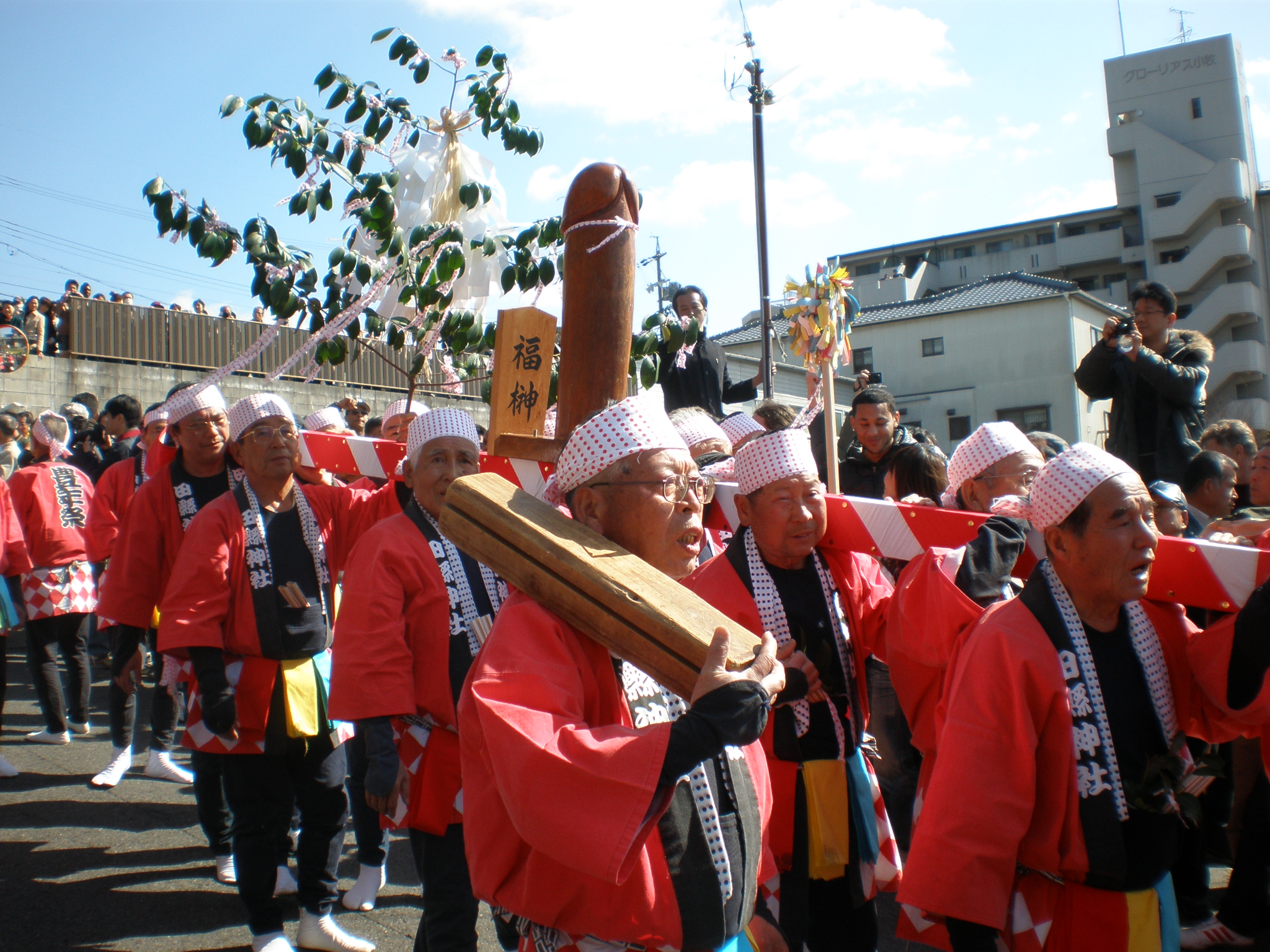
Défile de Hōnen Matsuri 2009.

Le Hōnen Matsuri (豊年) a lieu chaque année vers le 15 mars dans la ville de Komaki (au nord de Nagoya au Japon).
Cette fête célèbre la fertilité, la capacité de la Terre à se régénérer, les bonnes récoltes. C'est une fête annuelle shinto qui a lieu au printemps. Il y en a pas un mais trois festivals liés à la fertilité, entre mars et avril : le Himenomiya Hōnen Matsuri (2e dimanche de mars), le Hōnen Matsuri (3e dimanche de mars) et le Kanamara Matsuri (le premier dimanche d’avril).
Cette fête plonge ses racines dans la nuit des temps : grâce à la découverte d’anciennes poteries en 1935, l'origine de cette fête peut être datée de près de 1 500 ans. L'actuelle version du festival remonte à plus de 650 ans. Les Japonais fêtent le Hōnen-sai qui met à l'honneur fertilité et bonnes récoltes lors d'une cérémonie populaire. Cette fête est souvent appelée le « festival du pénis ».

## Déroulement

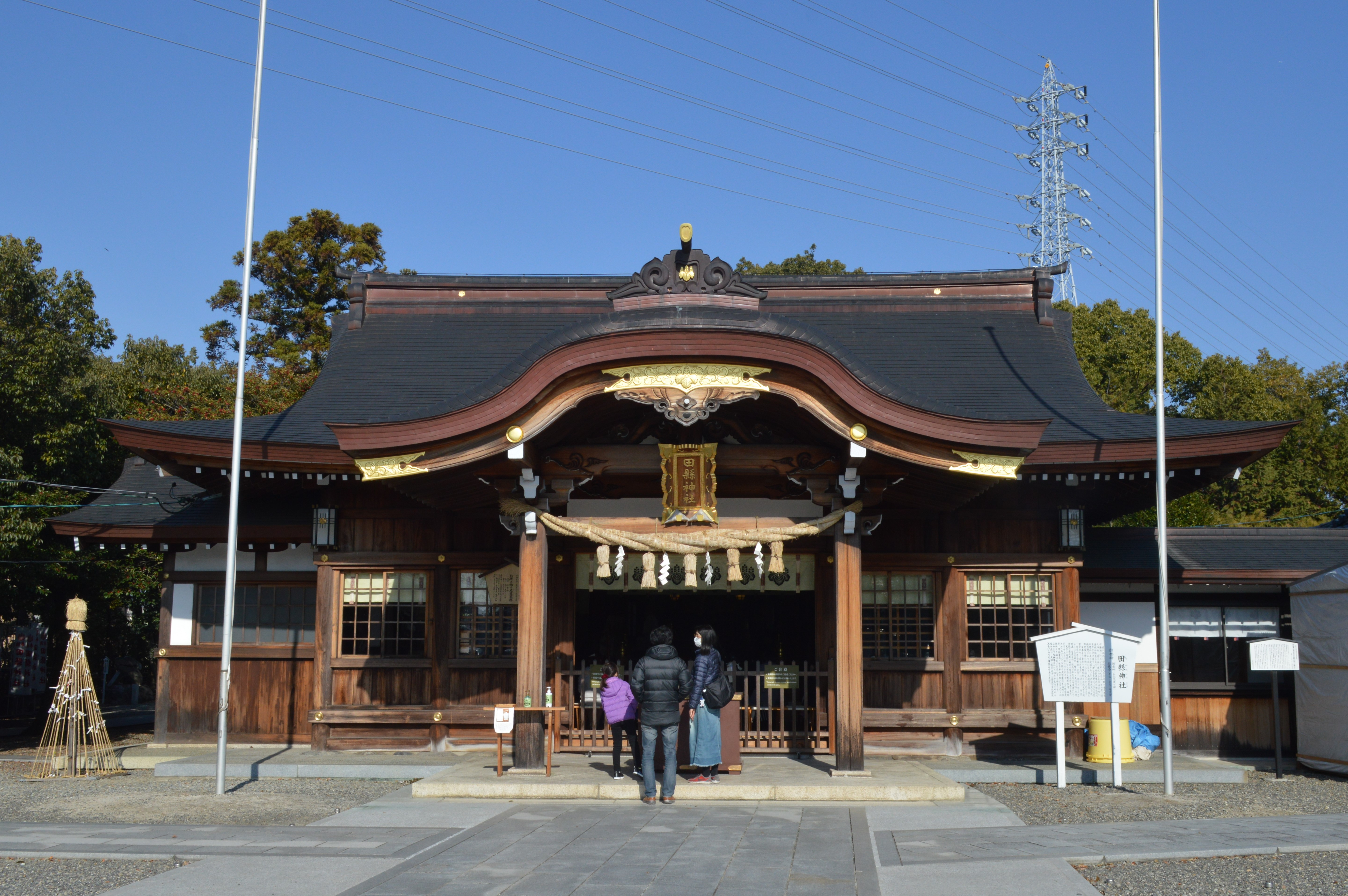
Le Tagata-jinja, lieu de destination du défilé.

Le festival débute à 10 h au sanctuaire du Tagata-jinja. Une cérémonie religieuse ouvre le festival par des bénédictions. Le point d'orgue est le défilé d'une statue de bois en forme de phallus, sculptée pour l'occasion. Les prêtres shinto commencent en purifiant la route avec du sel avant que le défilé commence. Cette statue peut peser jusqu'à 280 kg et mesurer 2 m. Elle est portée d'un sanctuaire appelé Shinmei-sha sur une grande colline à un autre sanctuaire, le Tagata-jinja. Toutes sortes de nourritures et de souvenirs (principalement en forme de phallus ou apparentés) sont vendus et le saké coule à flots.
La procession est menée par des prêtres, suivis par un homme masqué représentant Tengu (un Yôkaï, monstre mythique traditionnel), suivi de musiciens jouant de la musique gagaku. Ces derniers sont suivis par un certain nombre de femmes de 36 ans qui portent des phallus de 60 cm de long. Dans cette procession, une voiture ou un char distribue du saké à la foule. Puis arrive finalement le Mikoshi (palanquin) avec le grand phallus. Cette statue est portée uniquement par des hommes de 42 ans en vêtements blancs (42 étant un chiffre néfaste). Vient ensuite un Mikoshi avec une statue représentant le dieu Takeinadane-no-mikoto.
Tandis que la procession est en route vers le Tagata-jinja, le phallus dans son mikoshi est balancé d'avant en arrière, puis enfin déposé au sanctuaire. S'ensuivent d'autres prières et bénédictions. À la fin de la cérémonie, les participants se réunissent sur la place en face du sanctuaire où sont distribués des mochi. La fête se termine vers 16h30. La nouvelle statue remplace l’ancienne, qui est récupérée par des acheteurs privés, des entreprises ou vendu à des enchères.